# 熊野神社 (渋谷区)
青山熊野神社（あおやまくまのじんじゃ）は、東京都渋谷区神宮前にある神社である。神宮前・北青山の総鎮守。

## 概要
熊野神社は正保元年（1644年）正月7日、それまで紀州徳川家・徳川頼宣の邸内（現在の赤坂御所の位置に所在）に奉斎されていた御宮が、地元町民の請によって現在地に移遷されたことに始まった。翌年の4月には、本殿拝殿その他の造営が完成した。神社自体の創建は、徳川頼宣が自邸内に御宮を勧請した元和5年（1619年）に遡る。
初めは、紀州徳川家の鎮守であったものが移遷後に青山総鎮守となった経緯から、その後も神社の祭礼の際には紀州家からの代参があったという。社号は当初「熊野大権現」であったが、明治維新時に発布された神仏分離の令により、1869年（明治2年）に「青山熊野神社」と改称された。
熊野神社は華麗な社殿を持つほか、俗謡に「青山に過ぎたるものが二つあり、鳶の薬缶に原宿の山車」と唄われるように、盛大な祭礼でも知られる。熊野神社は、江戸時代に作られた『江戸名所図会』にも江戸の名所のひとつとして描かれている。
境内東側には1991年（平成3年）4月、地上5階・地下1階建てのビルが竣工した。このビルの1階には社務所が置かれている他、『熊野神社ビル』として不動産賃貸されており、地階には出版社・三修社が本社を構えている。

## 氏子地域
- 港区南青山一丁目～二丁目
- 港区北青山一丁目～二丁目
- 渋谷区神宮前一丁目1～6・21～24
- 渋谷区神宮前二丁目1～8・17～18・19（一部）・30（一部）・31～35
- 渋谷区神宮前三丁目1～42
- 渋谷区神宮前四丁目1～11・13～19・21～24
- 渋谷区千駄ヶ谷二丁目1～5
- 渋谷区千駄ヶ谷三丁目50～63

## 所在地
- 住所：東京都渋谷区神宮前二丁目2-22

## ギャラリー

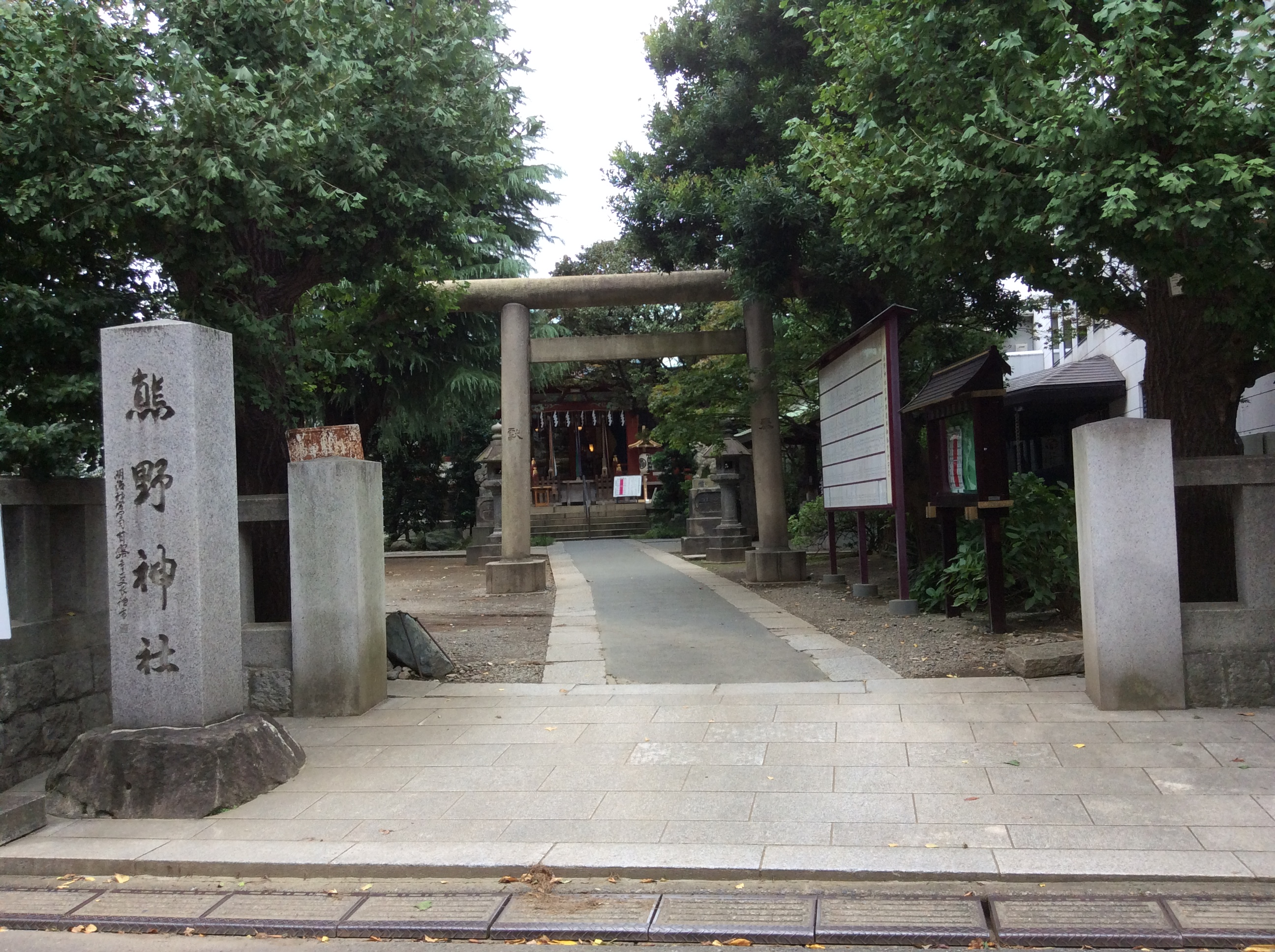
公道より参道を見る（2016年10月10日撮影）
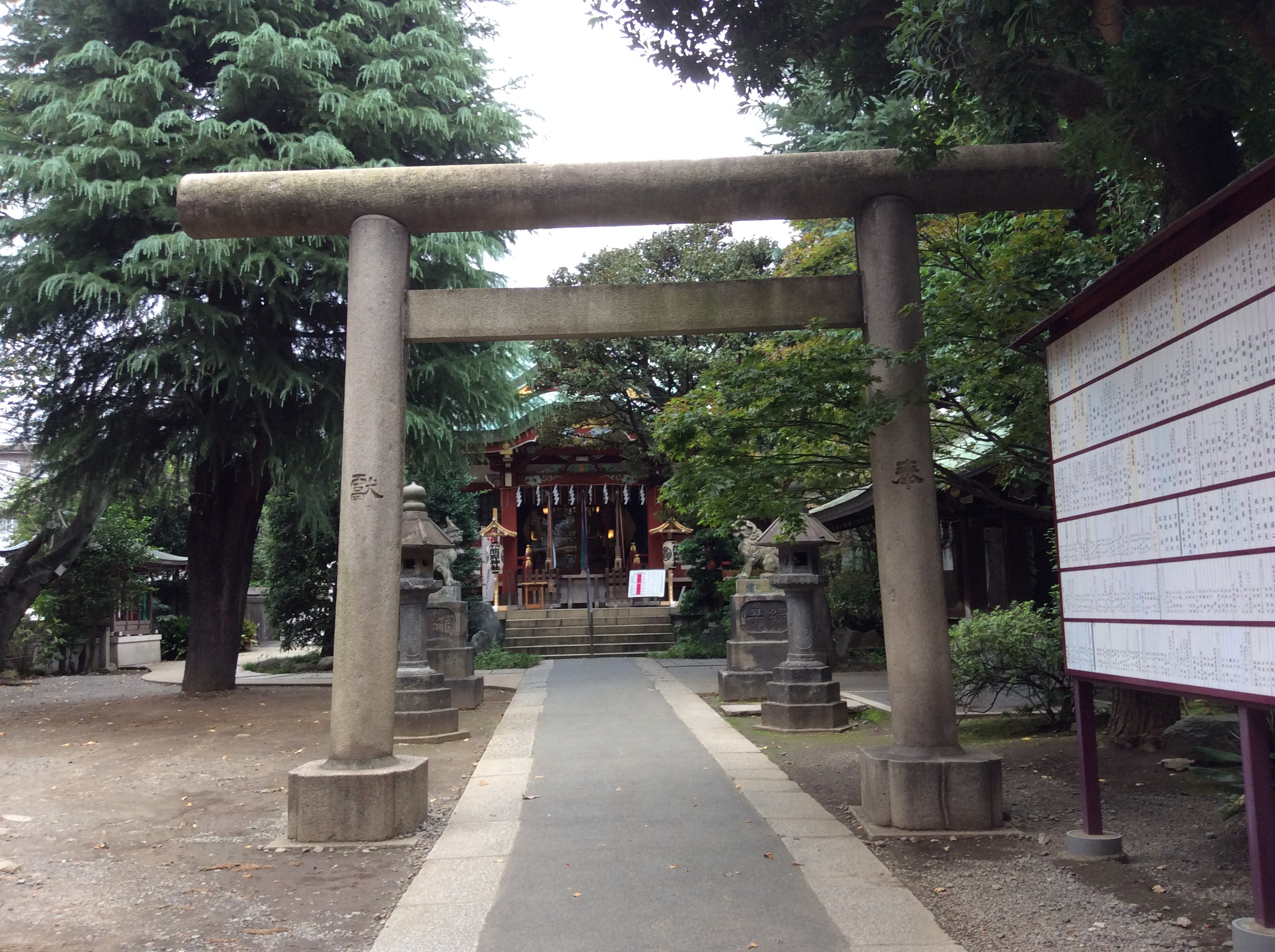
鳥居より参道を見る（2016年10月10日撮影）
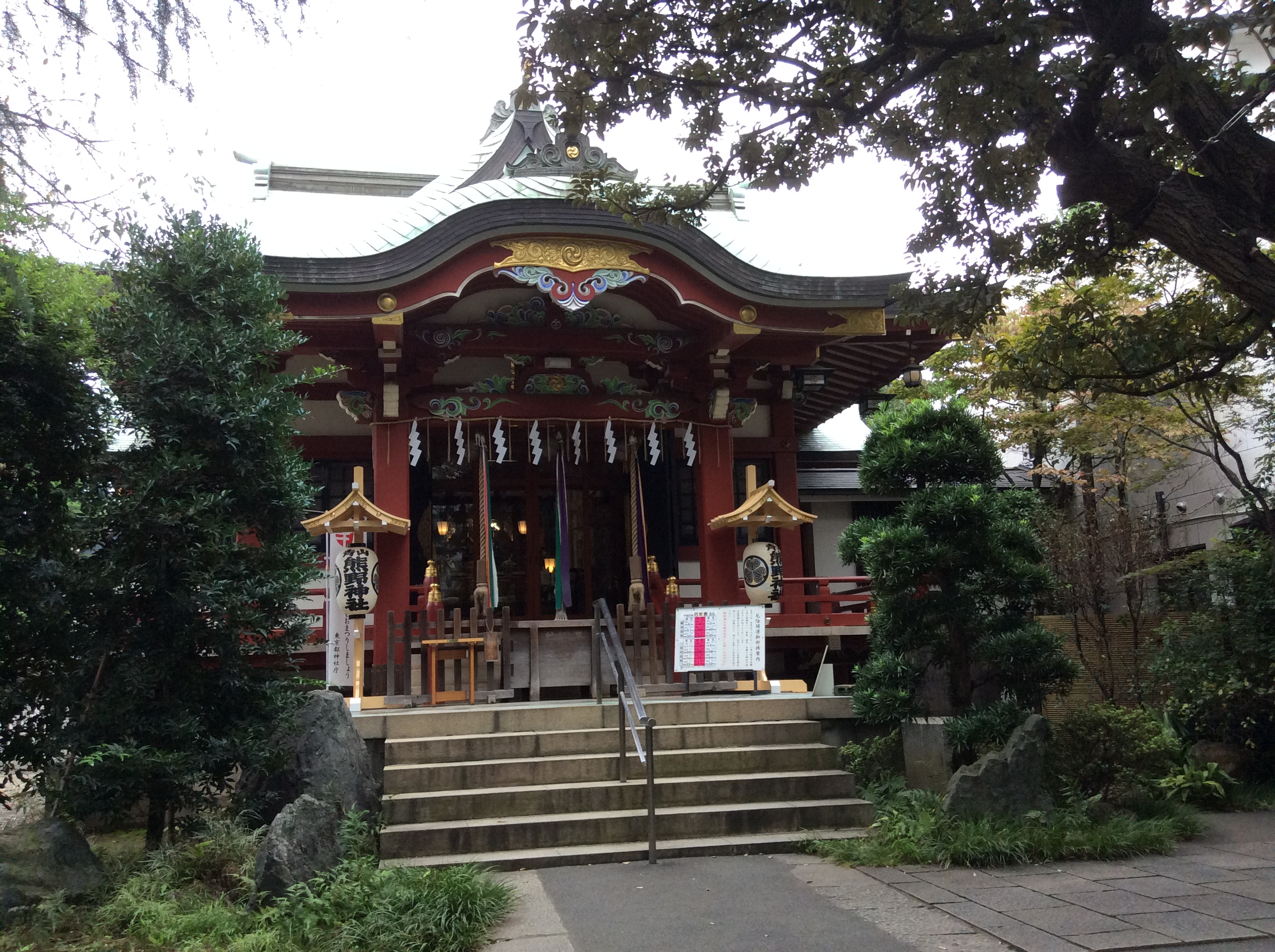
拝殿（2016年10月10日撮影）
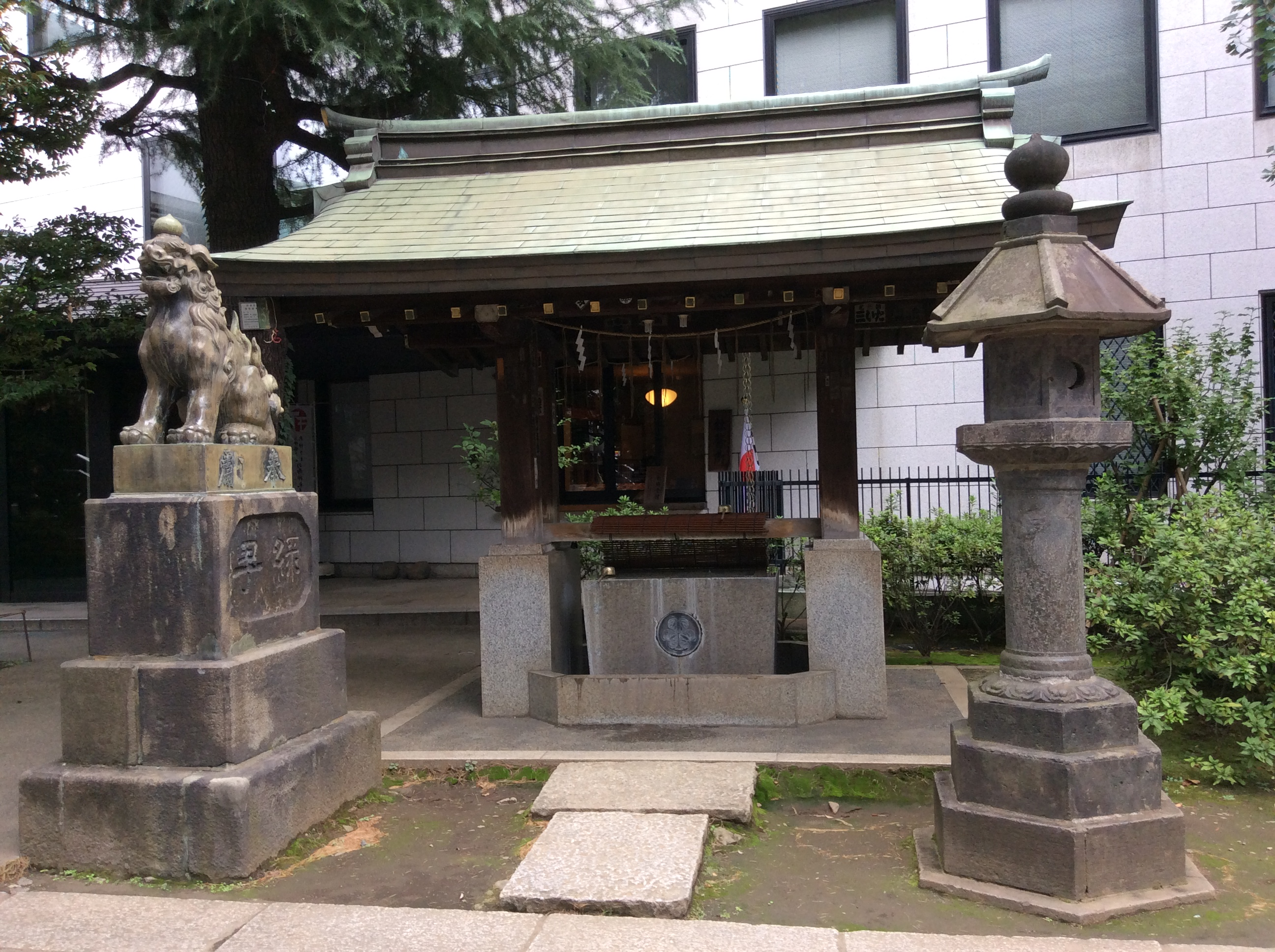
手水鉢（2016年10月10日撮影）
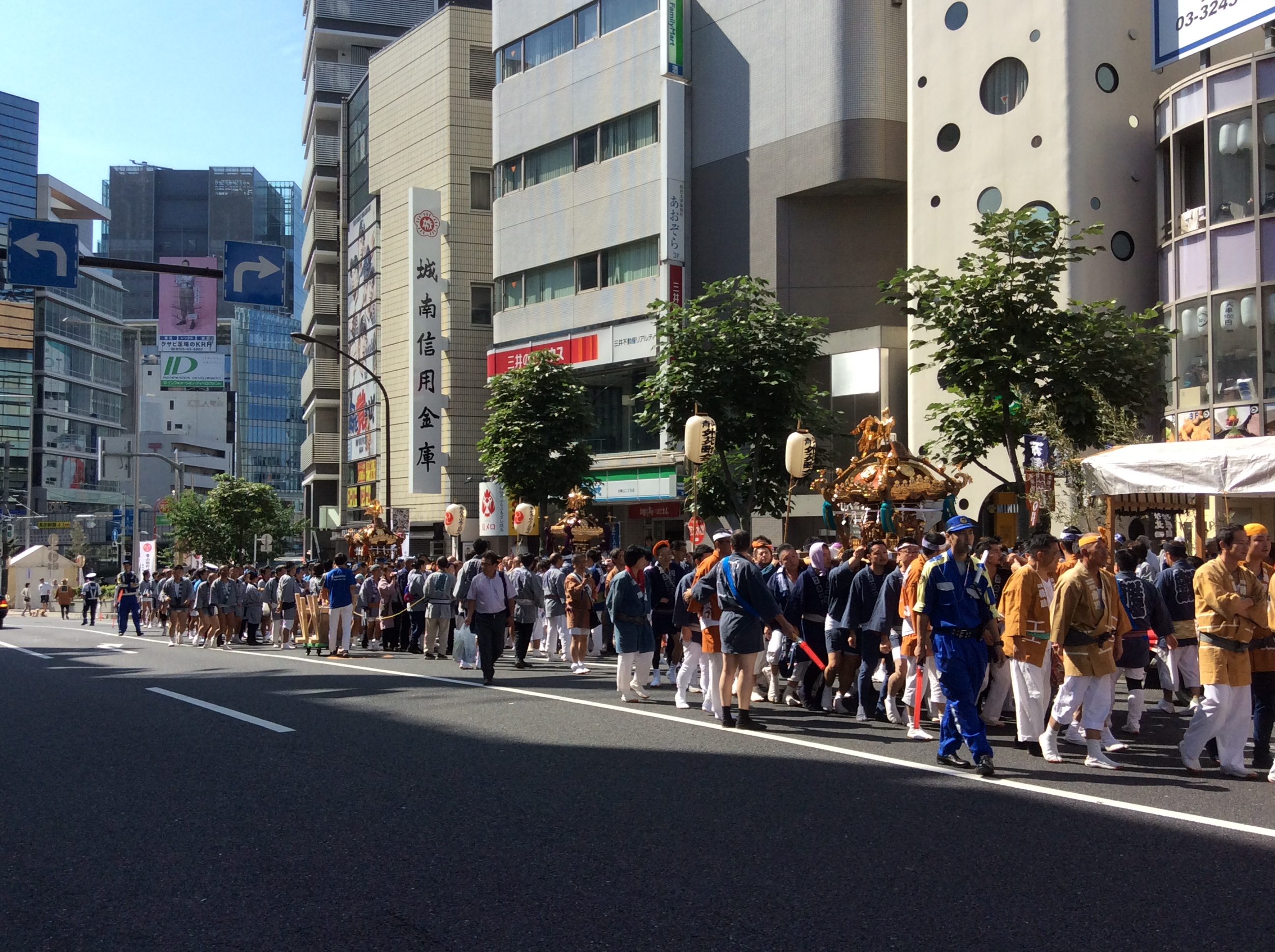
神輿渡御（2017年10月1日撮影）
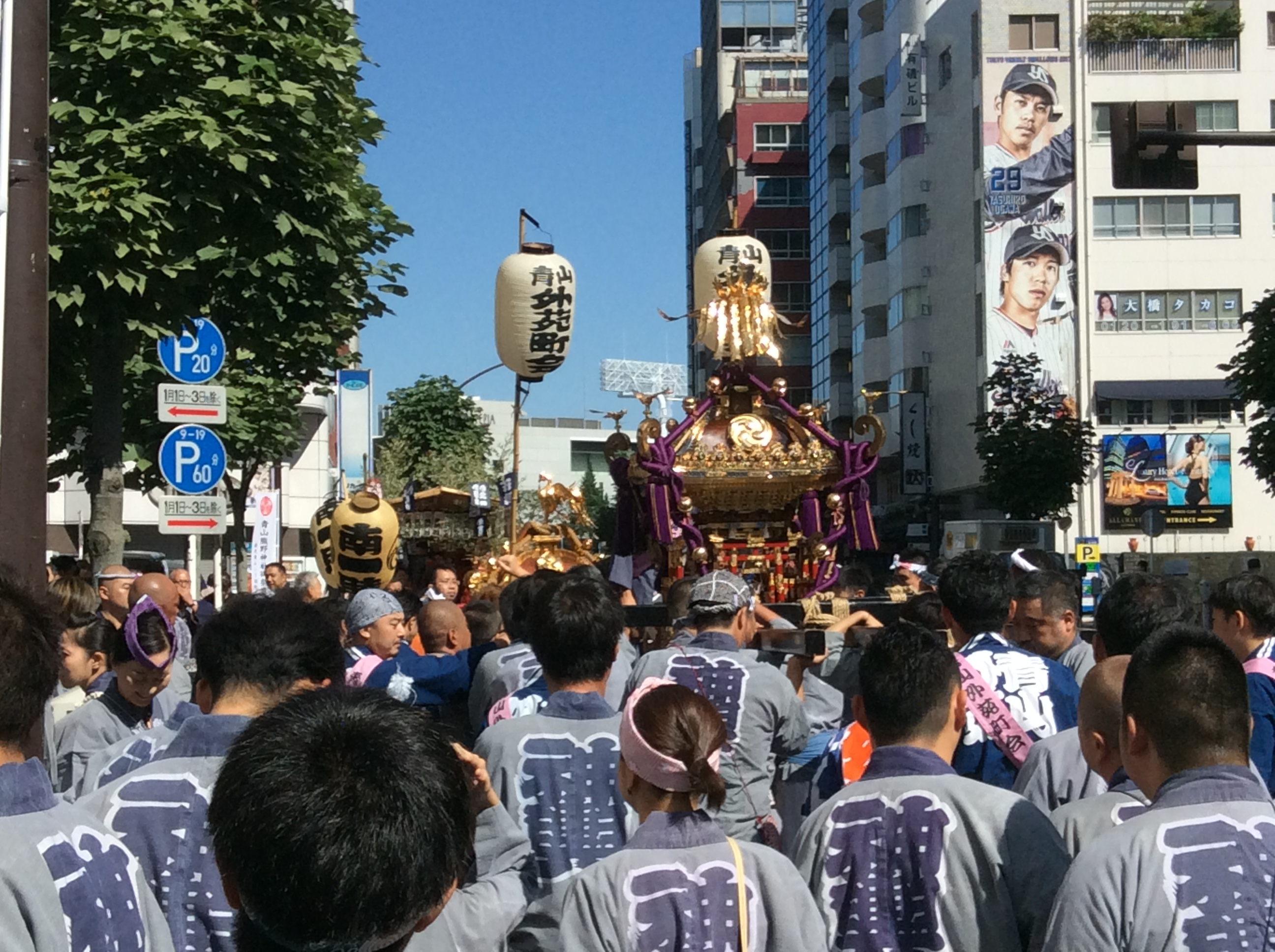
同左（2017年10月1日撮影）